# 岐阜市市橋コミュニティセンター
岐阜市市橋コミュニティセンター（ぎふしいちはしコミュニティセンター）とは、岐阜県岐阜市にある公共施設。岐阜市西南部地域の交流活動、生涯学習を実践する場である。岐阜市市橋デイサービスセンター、岐阜市市橋ことばの教室、市橋ふれあい保健センターを併設し、子供の療育訓練、介護施設の場である。1997年（平成9年）開館。

## 担当地域
- 本荘
- 三里
- 鶉
- 市橋
- 鏡島
- 日置江
- 柳津 （旧柳津町 2006年より）

## 主な施設
- 集会室
- 教養娯楽室
- 生活相談室
- 大会議室
- 会議室
- 防災会議室
- 多目的室
- 音楽室
- サークル室
- スポーツ室
- 料理教室
- チビッ子コーナー など

## 公共交通機関
- 岐阜バス
  - 鏡島市橋線「市橋小学校」バス停下車、徒歩約5分
    - 名鉄岐阜のりば（名鉄岐阜駅西）6番のりば「(55)市橋」「(55)県庁」行き
    - JR岐阜駅バスターミナル（岐阜駅北）10番のりば「(55)市橋」「(55)県庁」行き

  - 県庁岐大線「市橋5丁目」バス停下車、徒歩約3分
- 東海道本線西岐阜駅より徒歩約10分
- 西ぎふ・くるくるバス「市橋コミュニティセンター前」バス停下車